# 土師站
土師站（日语：／ Haji eki */?）是位於鳥取縣八頭郡智頭町大字三吉字又衛門田29號，西日本旅客鐵道（JR西日本）的因美線車站。
此站是岡山分社管轄範圍內最北車站。鄰站智頭站以北的車站由米子分社鳥取鐵道部管轄。在指令上的邊界站是在智頭站。在1999年（平成11年）10月前，此站和那岐站由鳥取鐵道部管轄。

## 歷史
- 1932年（昭和7年）7月1日 - 因美線智頭站至美作河井站之間開通，此站啟用。
  - 當時車站地址是鳥取縣八頭郡土師村（日语：土師村 (鳥取県)）大字三吉字又衛門田。
- 1935年（昭和10年）2月20日 - 土師村編入至智頭町，車站地址變為鳥取縣八頭郡智頭町大字三吉字又衛門田。
- 1987年（昭和62年）4月1日 - 伴隨國鐵分割民營化，車站由西日本旅客鐵道（JR西日本）營運。

## 車站構造

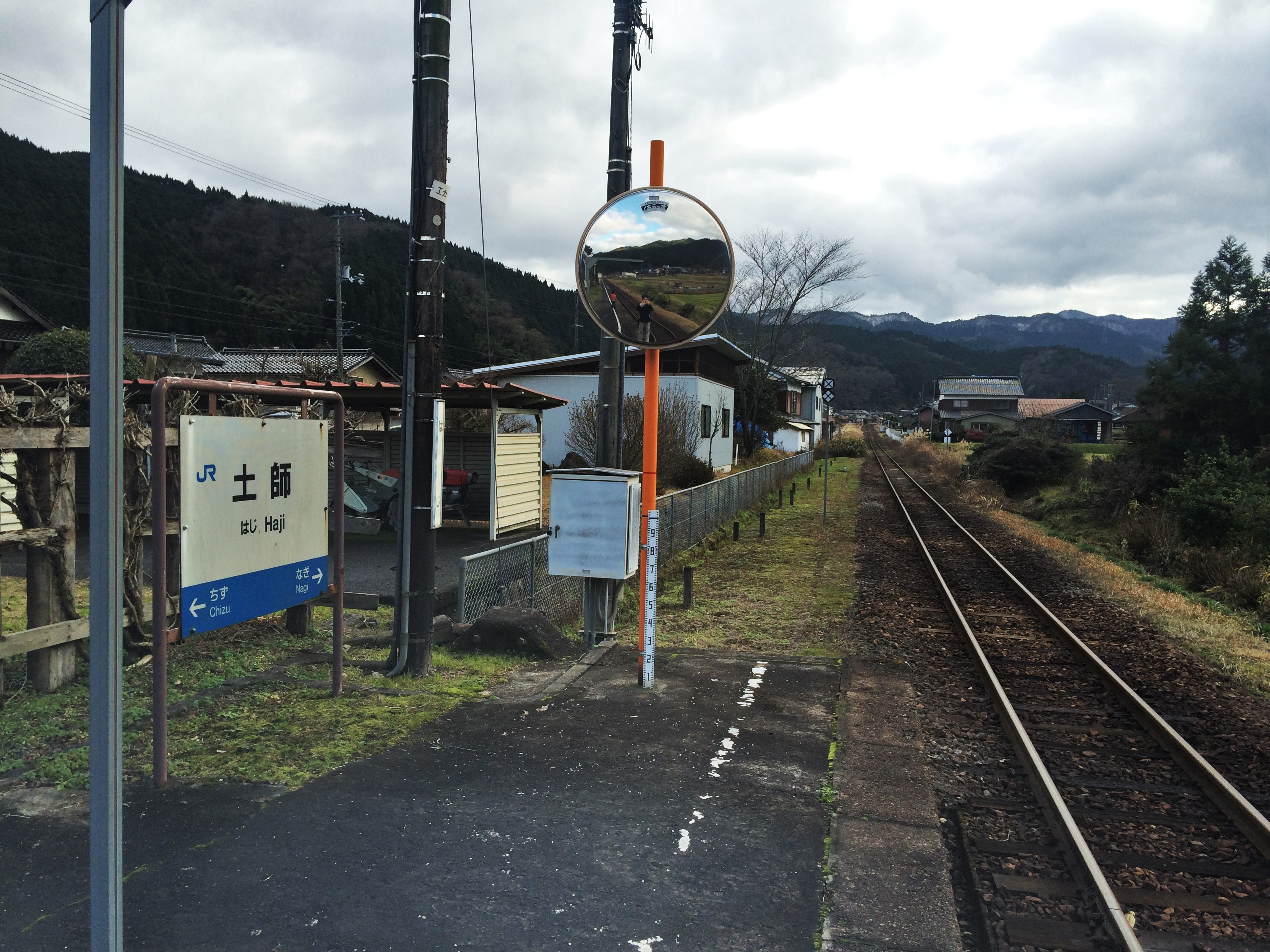
月台（2015年12月）

車站是一座地面車站，設有1面1線單式月台，前往津山方向和智頭方向的列車使用同一月台。此站曾經設有木造車站大樓，在拆毀後建設了小型候車室。
此站是由津山站管理的無人車站。

## 使用狀況
以下為近年1日平均上下車人次列表
| 使用人次變化 | 使用人次變化      |
| 年度         | 1日平均上下車人次 |
| ------------ | ----------------- |
| 2011年       | 55                |
| 2012年       | 58                |
| 2013年       | 61                |
| 2014年       | 56                |
| 2015年       | 50                |

## 車站周邊
- 國道53號（日语：国道53号）
- 鳥取縣道215號土師停車場線

## 相鄰車站
西日本旅客鐵道（JR西日本）
 因美線
■快速、■普通
智頭－土師－那岐

## 注腳
1. ↑  國土數値情報 不同站的上下車人次數據 （页面存档备份，存于）（日語） - 國土交通省，2019年7月4日參閲

## 外部連結
- 土師｜車站資訊：JR出門網 - 西日本旅客鐵道（日語）